# Las Trancas, Puebla
Las Trancas är en ort i Mexiko.   Den ligger i kommunen Zaragoza och delstaten Puebla, i den sydöstra delen av landet, 170 km öster om huvudstaden Mexico City. Las Trancas ligger 2 411 meter över havet och antalet invånare är 983.
Terrängen runt Las Trancas är huvudsakligen kuperad, men söderut är den platt. Runt Las Trancas är det ganska tätbefolkat, med 72 invånare per kvadratkilometer. Närmaste större samhälle är San Miguel Tenextatiloyan, 3,3 km sydväst om Las Trancas. Trakten runt Las Trancas består till största delen av jordbruksmark.